# Бразид
Бразид (на старогръцки: Βρασίδας) e спартански пълководец по време на Пелопонеските войни. Бразид е син на Телид и Аргиле. Баща му Телид заема видно положение в Спарта за което свидетелства фактът, че подписът му фигурира под сключения през 421 г. пр. Хр. мирен договор между Спарта и Атина. Липсата на данни в изворите прави невъзможно установяването на точната година на раждане. Известно е само, че в началото на Пелопонеските войни Бразид е млад.
През 431 г. пр. Хр. начело на малоброен отряд Бразид успява да задържи крепостта Метон в Лакония, обсадена от атиняните. За тези действия неговият авторитет в Спарта нараства и скоро е назначен за съветник при военчалника Кнем. През 428 г. пр. Хр. командвайки мегарската ескадра, предприема неуспешен опит за овладяване на атинското пристанище Пирея. През 426 г. пр. Хр. участва във военната операция на спартанците при остров Керкира. Година по-късно е ранен тежко в сражението с атиняните при Пилос.
В началото на 424 г. пр. Хр. Бразид предлага на обсъждане в спартанската Герузия смел план в който се предвижда да бъде нанесен неочакван удар по тракийските владения на атиняните. Според него спартанската войска трябва да проникне в Тракия по суша. Планът е свързан с голям риск, поради факта, че маршрутът на предвиждания поход прминава през територията на Тесалия, приятелски настроена към Атина. При евентуални усложнения за Бразид и неговата армия не остава път за отстъпление. Походът към Тракия предлаган от Брасид носи на Спарта и редица преимущества. Откриването на нов фронт със сигурност ще доведе до отслбването на атинския натиск към Пелопонес. Освен това, евентуален спартански успех в тази зона би склонил редица градове разположени по тракийското крайбрежие да отпаднат от Атинския съюз а загубата на златните мини в този район лищава Атина от значителни средства.